# هوشنگ گرمان
هوشنگ گرمان معروف به دکتر هوشنگ گرمان یا دکتر مهندس هوشنگ گرمان (زاده: ۱۳۰۶ خورشیدی در شاهی، درگذشت: ۱۳۸۱ کلاردشت، مازندران)؛ نویسنده، مترجم، فیزیکدان، اخترشناس و منجم برجسته ایرانی بود. وی در جوانی و میانسالی از چهره‌های فعال حزب توده ایران و از رهبران این حزب در دورانهایی از فعالیت این حزب در داخل و خارج از ایران محسوب می‌شد، اما پس از پیروزی انقلاب اسلامی به ایران بازگشت و با انحلال حزب توده، فعالیت خود را با عنوان نویسنده و مترجم پی گرفت و تا پایان عمر خویش مقیم کلاردشت بود.

## سالهای نخست زندگی
در سال ۱۳۰۶ خورشیدی در شاهی (قائمشهر) دیده به جهان گشود. پس از تحصیلات مقدماتی و متوسطه راهی آلمان شد و تحصیلات خویش را در رشته فیزیک تا سطح دکترا در رشته فیزیک اتمی ادامه داد و در زمینهٔ فیزیک کوانتم به درجه تخصصی نائل گردید. وی از دوران جوانی و زمان اقامت در آلمان با نظریات اینشتین و احوال و آثار وی آشنایی نزدیک پیدا کرد و با وی و نزدیکانش در ارتباط نزدیک قرار گرفت. این آشنایی بواسطه تسلطی که دکتر گرمان بر زبان آلمانی داشت، ترجمه برخی آثار و نوشته‌های آلبرت اینشتین به زبان فارسی انجامید که نه فقط آثار علمی و تخصصی اینشتین، بلکه دیگر آثار ذوقی او و همین‌طور نوشته‌های دوستان نزدیک و اعضای خانواده اینشتین دربارهٔ او را نیز در برمی گرفت.
دکتر گرمان همچنین از دوران جوانی خود و زمان اقامت در آلمان همکاری خویش به عنوان نویسنده و مترجم را با نشریات فارسی زبان اروپا آغاز نمود که از آن جمله ترجمه برخی نامه‌ها و نوشته‌های خصوصی اینشتین به زبان فارسی و تبدیل شماری از آن‌ها به شعر پارسی است که نمونه‌هایی از آن با عنوان Ein iranischer Maler در مجله معروف کاوه چاپ مونیخ به چاپ رسیده است.
دکتر گرمان پس از پایان تحصیلات خویش در آلمان به ایران بازگشت و مقارن با شکل‌گیری و فعالیت حزب توده در ایران مقیم تهران شد.

## فعالیت در حزب توده
دکتر هوشنگ گرمان یکی از تحصیلکردگان و روشنفکران ایرانی بود که از نخستین دورانهای فعالیت حزب توده در ایران جذب این حزب شد و به زودی به یکی از اعضای ارشد و سرکردگان این حزب تبدیل گردید.
در این باره در مجموعه معروف به کتاب سیاه و همین‌طور کتاب سیر کمونیزم درایران (از شهریور ۱۳۲۰ تا فروردین ۱۳۳۶) که در سال ۱۳۳۶ خورشیدی با مقدمهٔ مبسوط سرلشکر تیمور بختیار توسط فرمانداری نظامی تهران و در تیراژ و گسترهٔ زیاد به چاپ و انتشار رسید از هوشنگ گرمان نیز در کنار دیگر سران و رهبران حزب توده و فعالان این حزب به عنوان یکی از رهبران سازمان جوانان حزب توده و همین‌طور به عنوان مسئول و سرشاخهٔ اصلی این حزب در منطقهٔ مازندران و شهر شاهی یاد شده و دربارهٔ فعالیت‌های وی گزارشاتی چند ارائه گردیده است.
بدنبال بروز کودتای ۲۸ مرداد و دستگیری وسیع و گسترده اعضاء و رهبران این حزب، هوشنگ گرمان نیز از جمله فعالان این حزب بود که ناگزیر از فرار از ایران شد. وی به آلمان رفت و در آنجا ضمن تداوم فعالیت‌های سیاسی و قلمی خود، به تکمیل تحصیلات خویش در زمینه فیزیک اتمی و کوانتم پرداخت.

## فعالیت در رادیو بین‌المللی برلین
حزب توده ایران در نیمه دوم دهه پنجاه میلادی همانند بسیاری از احزاب کمونیست در رادیو بین‌الملل (Berlin International Radio) در برلین پایتخت جمهوری دموکراتیک آلمان برنامه‌ای به زبان فارسی داشت (رادیو پیک ایران) که مسئولیت آن بر عهده احسان طبری بود و دکتر هوشنگ گرمان نیز در تهیه و ارائه برنامه‌های آن همکاری مداوم داشت.
به جز دکتر گرمان از دیگر همکاران این رادیو می‌توان به داوود نوروزی، منوچهر بهزادی، پرویز خلعت بری و حسین یزدی اشاره نمود.
دکتر هوشنگ گرمان پس از پیروزی انقلاب اسلامی مجدداً به ایران مراجعت نمود و فعالیت خود را در ایران ادامه داد. با این وجود با دستگیری سران حزب توده و اعلام انحلال این حزب توسط روحانیون حاکم بر ایران، دکتر گرمان نیز پس از مدتی تحمل زندان خانه‌نشین شد و پس از رهایی با فعالیت سیاسی وداع نمود و ضمن اقامت در نقطه‌ای دوردست از کلاردشت مازندران کار خود را بر ترجمه و تحقیق متمرکز نمود که ده‌ها مقاله و چندین کتاب حاصل این دوره از فعالیت اوست. وی سرانجام در سال ۱۳۸۱ خورشیدی و در سن ۷۵ سالگی چشم از جهان فروبست.

## برخی آثار وی

### ترجمه‌ها
- رنج‌های آلبرت اینشتین (آنتونیا والنتین)؛ انتشارات توکا (۱۳۸۵)
- نظریه نسبیت اینشتین (ماکس بورن)
- ساختار ماده (سکسل/راب/ استریروویتس) انتشارات سازمان انتشارات و آموزش انقلاب اسلامی (چاپ دوم: ۱۳۶۸
- نظریه گرانش نیوتن (سکسل راب)
- فیزیک پیش دانشگاهی (سکسل راب استریروویتس)
- زیست‌شناسی پیش دانشگاهی جلد ۱ یاخته شناسی و بوم شناسی (هرمان لیندر)
- زیست‌شناسی پیش دانشگاهی جلد ۲ سوخت و سوز گیاهی و جانوری (هرمان لیندر)
- زیست‌شناسی پیش دانشگاهی جلد ۳ زیست شناسی اعصاب و هورمون‌ها (هرمان لیندر)

### تألیفات
- زیباترین سرگذشت جهان

### اشعار
نمونه‌هایی از اشعار او که عمدتاً ترجمه‌هایی منظوم از نوشته‌های اینشتین هستند در مجله کاوه به چاپ رسیده است.

## دربارهٔ او
احمد آرام و غلامحسین صدری افشار ضمن مقالهٔ مبسوطی که به منظور معرفی یکی از کتاب‌های دکتر هوشنگ گرمان در مجلهٔ هدهد (شماره اول مرداد ماه ۱۳۵۸) نوشته‌اند، دربارهٔ وی چنین اظهار نظر کرده‌اند:
یکی از ثمرات انقلاب اسلامی ایران بازگشت کسانی به میهن است که از مدتها پیش بدلایل گوناگون سرزمین پدری و مادری را ترک گفته و در بلاد غربت می‌زیسته‌اند. بعضی از این مهجوران وطن، فرصت دوری از زادگاه و کسان و دوستان را غنیمت جسته و درد این هجران را با تحصیل علم و تکامل بخشیدن به اطلاعات و معلومات خویش تسکین بخشیده‌اند. یکی از این گونه کسان دکتر هوشنگ گرمان است که با توشه‌ای از دانش مربوط به فیزیک آتومی و دریافت درجهٔ دکتری در این رشته به ایران بازگشته است
استاد احمد آرام همچنین دربارهٔ اهمیت ترجمه دکتر گرمان از کتاب رنج‌های آلبرت اینشتین و تفاوت آن با ترجمه‌های مشابه می‌نویسد:
کتاب رنجهای آلبرت اینشتین به ترجمه دکتر هوشنگ گرمان و تألیف خانم آنتونینا والنتین از نزدیکان خانوادگی اینشتین که از آلمانی ترجمه شده است، هرچند که با متن و مایهٔ تحقیقات علمی گرانبهای اینشتین ارتباطی ندارد، از این جهت که بسیاری از خصوصیات اخلاقی و انسانی این دانشمند را در روشنائی قرار می‌دهد، بسیار جالب توجه و خواندنی است، و ترجمه آن برخلاف بسیاری از ترجمه‌ها و نوشته‌های جدید که غالباً نویسندگان آنها بدون اینکه معنای کلمات را بدانند، آنها را در نوشته‌های خود به کار می‌برند، بسیار عالی صورت گرفته و چنان است که پس از آن که خواننده مطالعهٔ این کتاب را آغاز کرد، چنان می‌خواهد که یکسره آن را تا پایان بخواند و از آن لذت ببرد...
برخی از آثار دکتر گرمان برای نخستین بار ایرانیان و فارسی زبانان را با شماری از نظریات مدرن فیزیک آشنا ساخت و برخی دیگر از آثار او تعابیری جدید از نظریات جنجالی نجومی در خود داشت که به عنوان نمونه می‌توان به نظریه زمین مرکزی اشاره نمود که برای اولین بار در ترجمه کتاب نظریه گرانش نیوتونی توسط او مورد توجه قرار گرفت.